# 7552 Sephton
7552 Sephton este un asteroid din centura principală, descoperit pe 2 martie 1981, de Schelte Bus.